# Јоргос Цавелас
Јоргос Цавелас (грч. Γεώργιος Τζαβέλλας; Атина, 26. новембар 1987) је грчки фудбалер, који тренутно игра за атински АЕК и фудбалску репрезентацију Грчке.

## Каријера
Каријеру је започео у Керкири са Крфа. После две сезоне играња у грчкој Супер лиги, Цавелас се преселио у Паниониос 2008. године. У овом тиму, такође је играо две сезоне, а затим је отишао у Бундеслигу, постао је играч Ајнтрахта из Франкфурта.
Дана 12. марта 2011. године у мечу 26. кола Бундеслиге против Шалкеа 04 постигао је гол са рекордне удаљености. Дао је гол Мануелу Нојеру са чак 73 метра удаљености.
Почетком 2012. прешао је у Монако. Током две године, за кнежеве је одиграо 40 утакмица и постигао три гола.
У финишу летњег прелазног рока 2013. потписује за солунски ПАОК.

## Репрезентација
Позван је први пут за А тим Грчке15. новембра 2009. године. Уврштен је међу 23 играча који су представљали Грчку на Светском првенству 2014. у Бразилу.
Постигао је до сада три гола за репрезентацију.

### Голови за репрезентацију
| #  | Датум              | Место                      | Противник           | Гол | Резултат | Такмичење                                |
| -- | ------------------ | -------------------------- | ------------------- | --- | -------- | ---------------------------------------- |
| 1. | 24. март 2016.     | Стадион Караискакис, Грчка | Црна Гора           | 1-0 | 2-1      | Пријатељска                              |
| 2. | 13. новембар 2016. | Стадион Караискакис, Грчка | Босна и Херцеговина | 1-1 | 1-1      | Квалификације за Светско првенство 2018. |